# Diplophos
Diplophos és un gènere de peixos pertanyent a la família dels gonostomàtids.

## Taxonomia
- Diplophos australis (Ozawa, Oda & Ida, 1990)[2]
- Diplophos orientalis (Matsubara, 1940)[3]
- Diplophos pacificus (Günther, 1889)[4]
- Diplophos proximus (Parr, 1931)[5]
- Diplophos rebainsi (Krefft & Parin, 1972)[6]
- Diplophos taenia (Günther, 1873)[7][8][9][10][11][12][13]